# التاج الأبيض
| S1 |

| S1 |

تاج صعيد مصر الأبيض.

التاج الأبيض أو بالمصرية القديمة حدجت هو تاج صعيد مصر الفرعونية منذ عهد ما قبل الأسرات. كان هذا التاج أبيضا اللون. بعد توحيد مصر العليا والسفلى تحت قيادة الفرعون مينا اقترن تاج مصر العليا الأبيض بالتاج الأحمر الذي كان يلبسه ملك مصر السفلى؛ اقترن التاجان ونتج عنهما التاج المزدوج، ويسمى بالمصرية القديمة «بشنت».
يستخدم هذا الرمز أيضا للتعبير عن كلمة «أبيض» بالمصرية القديمة «حدجت».
وكان ثعبان الكبرى مقدسًا في جنوب مصر، وكان الفنان المصري القديم يرمز إلى الإلهة واجت (ثعبان الكبرى) بوضع على رأسها التاج الأبيض، تاج الجنوب.

## التاريخ

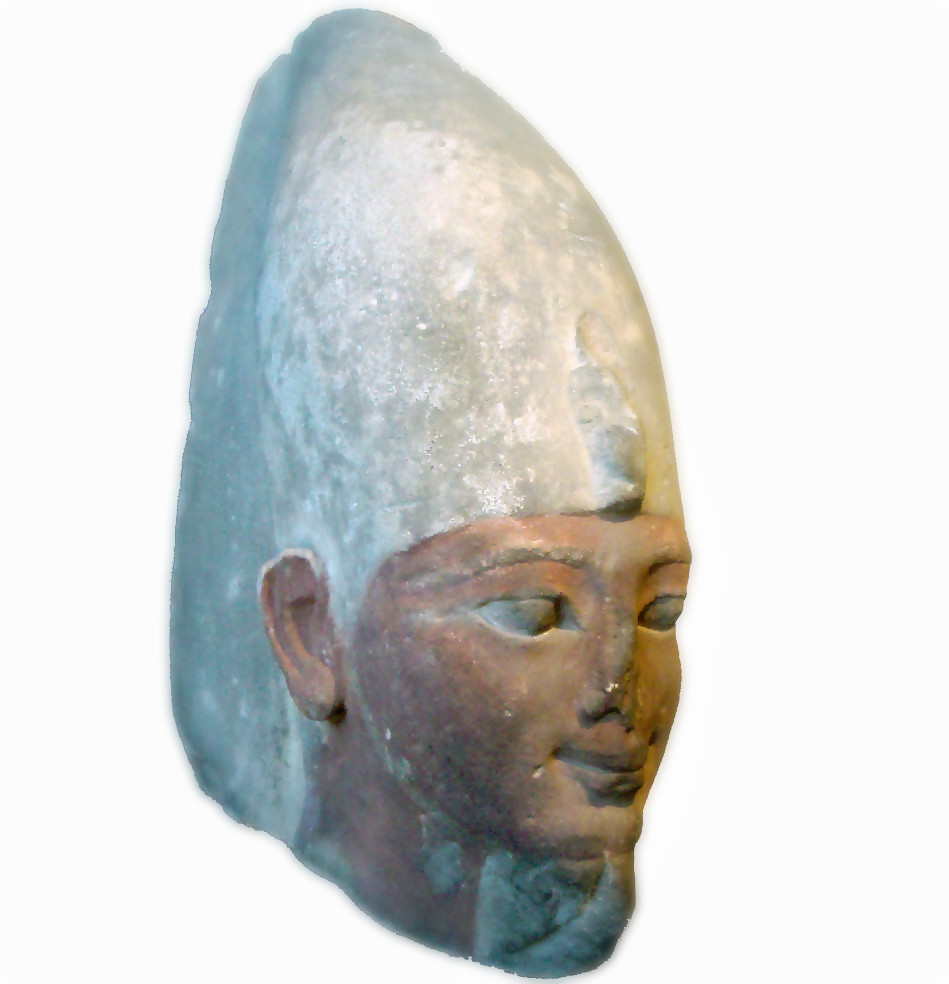
أحمس الأول يرتدي التاج الأبيض

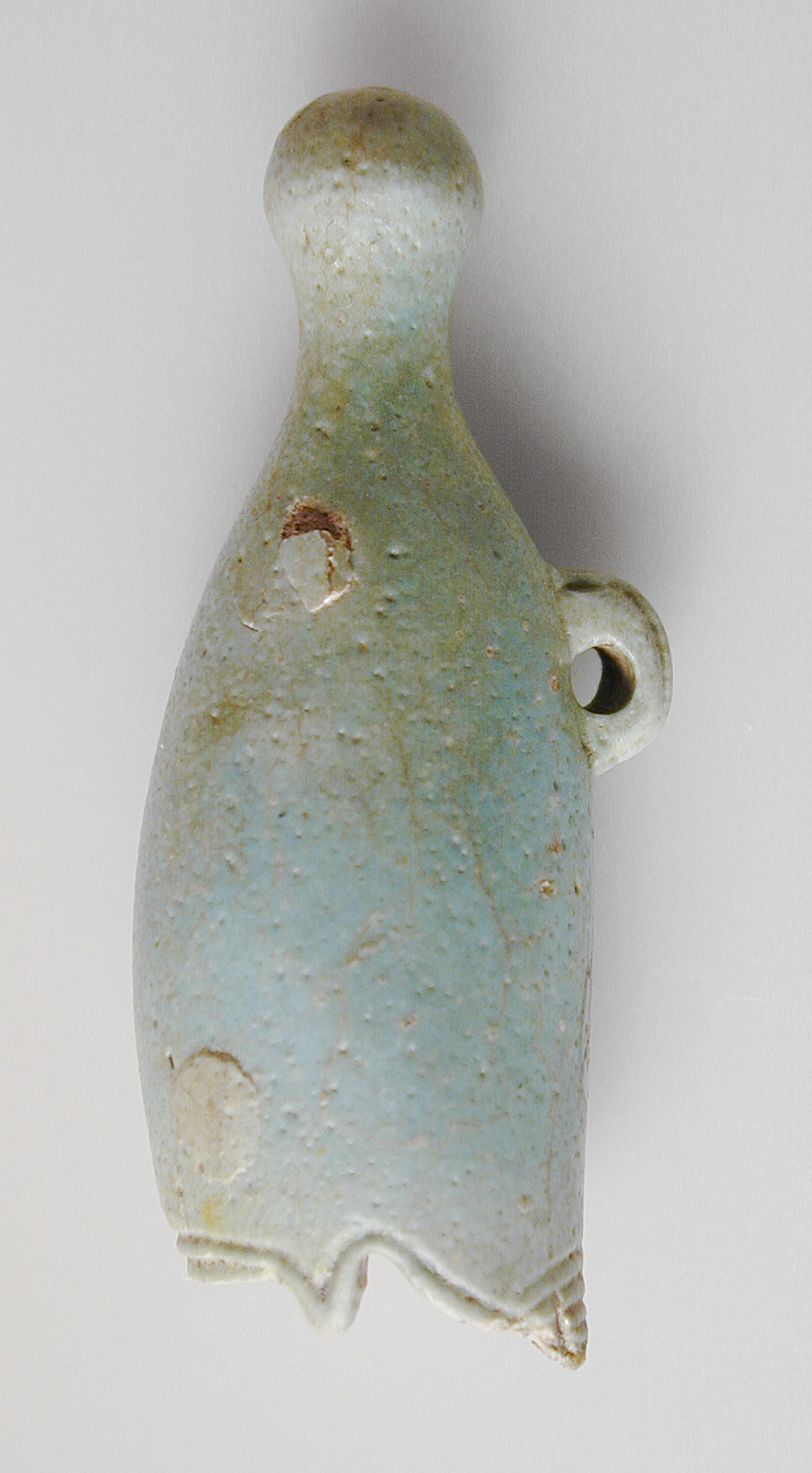
تميمة التاج الأبيض

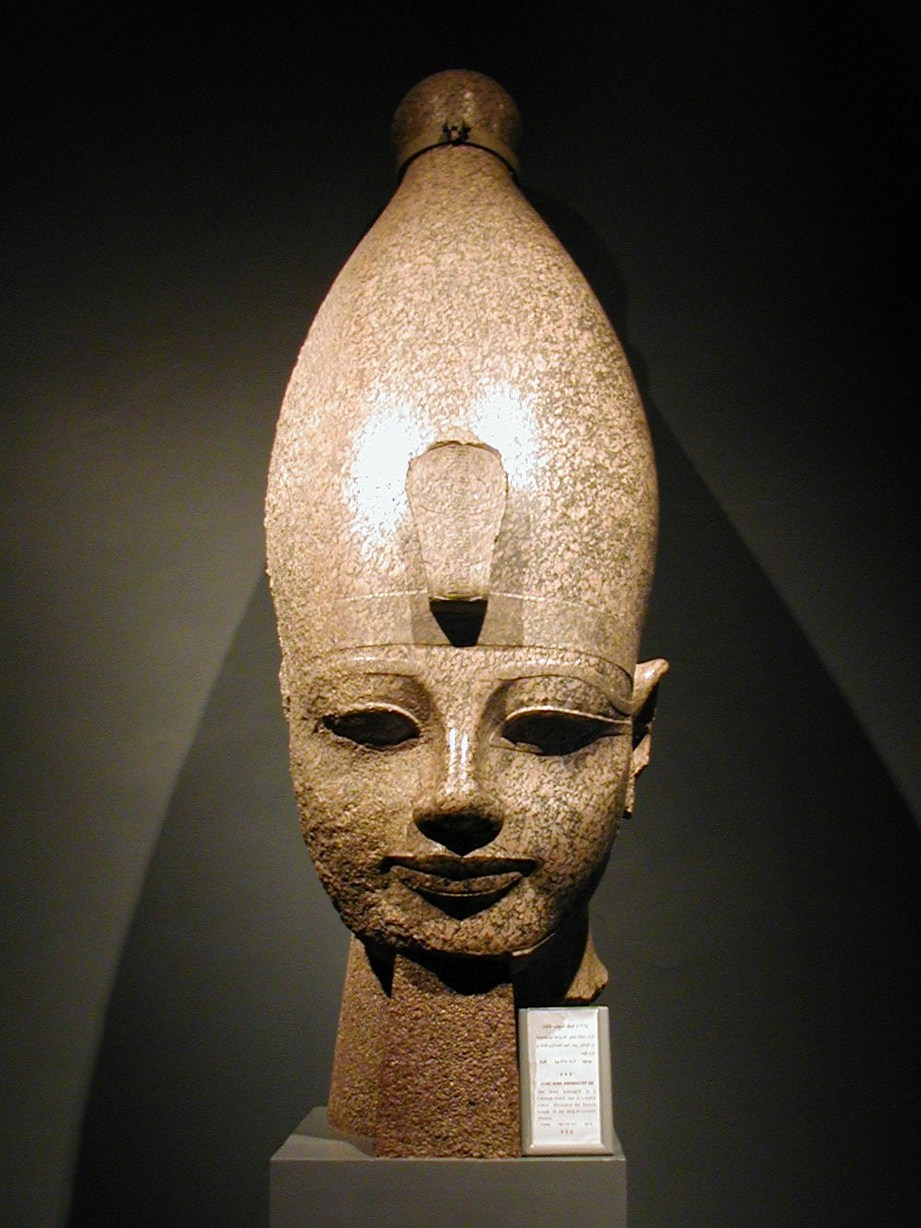
أمنحتب الثالث يرتدي التاج الأبيض

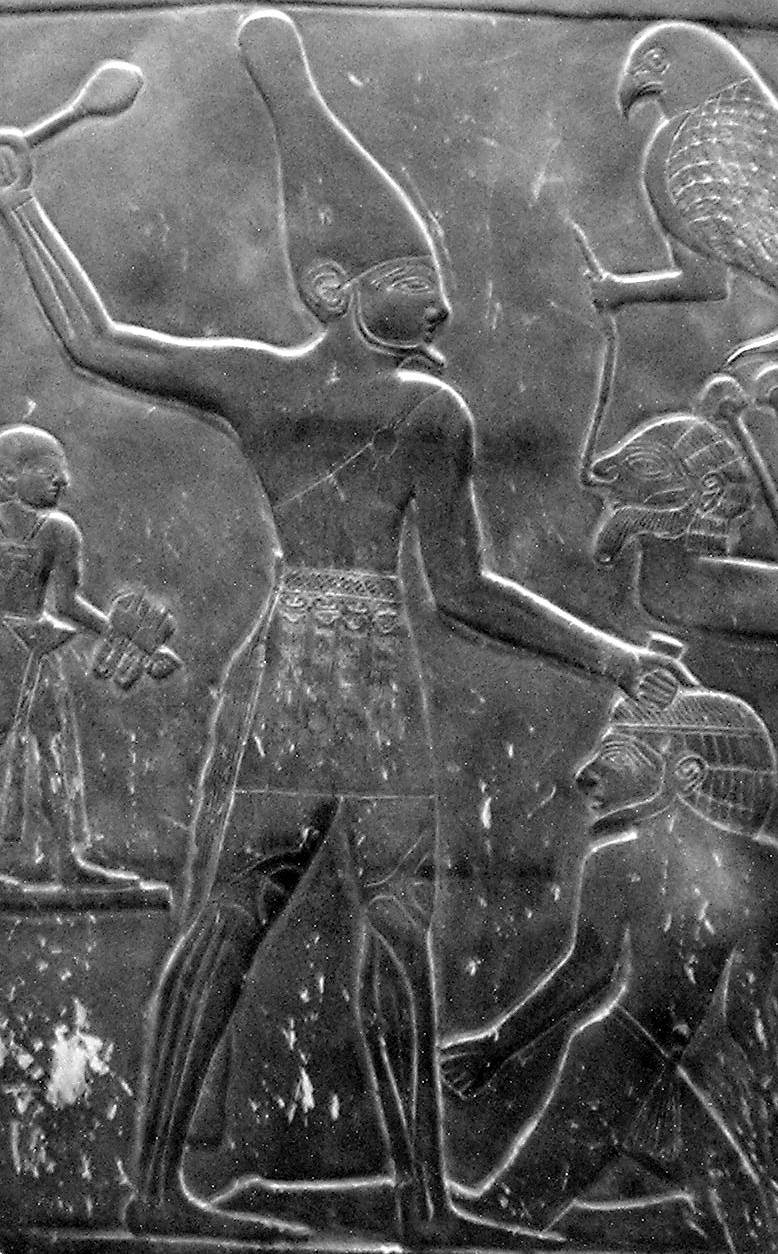
نارمر يرتدي التاج الأبيض

يمتلك التاج الأبيض، جنبًا إلى جنب مع التاج الأحمر، تاريخًا طويلًا حيث تعود كل من تمثيلاته الخاصة إلى عصر ما قبل الأسرات في مصر، مما يشير إلى أن الملكية كانت قاعدة المجتمع المصري لـ بعض الاحيان.
نخبيت، ربة وصاية النخبة (الكاب الحديثة) بالقرب من هيراكونبوليس، صورت على أنها امرأة، أحيانًا برأس نسر، ترتدي التاج الأبيض. إله الصقر حورس من هيراكونبوليس كان يظهر بشكل عام مرتديًا تاجًا أبيض. يوجد رسم شهير للتاج الأبيض على لوحة نارمر وجدت في هيراكونبوليس حيث يظهر ملك الجنوب مرتديًا حجت منتصرًا على أعداءه الشماليين. رأى ملوك مصر الموحدة أنفسهم خلفاء لحورس. المزهريات من عهد خع سخموي تظهر الملك على أنه حورس يرتدي التاج الأبيض.
كما هو الحال مع دشرت التاج الأحمر، لم يتم العثور على مثال للتاج الأبيض. من غير المعروف كيف تم بناؤه وما المواد المستخدمة. تم اقتراح شعر أو جلد، لكن هذا مجرد تخمين. مثل دشرت، ربما تم نسج حجت مثل سلة من الألياف النباتية مثل العشب أو القش أو الكتان أو أوراق النخيل أو القصب. تشير حقيقة أنه لم يتم العثور على تاج على الإطلاق، حتى في المقابر الملكية السليمة نسبيًا مثل مقبرة توت عنخ آمون، إلى أنه ربما تم نقل التيجان من ملك إلى آخر، كما هو الحال في الأنظمة الملكية الحالية.

## اقرأ أيضا
- نارمر
- التاج الأحمر
- التاج الأبيض
- الأتف - Hedjet Crown with feathers identified with أوزيريس
- خبرش - Blue or War Crown also called Royal Crown
- صل فرعوني - Rearing Cobra